# David Silverman
David Silverman (født 15. marts 1957 i New York City, USA) er tegnefilmsanimator, der har instrueret adskillige episoder af tv-serien The Simpsons og spillefilmen The Simpsons Movie fra 2007.